# Großensee (Schleswig-Holstein)
Pour les articles homonymes, voir Großensee.
Großensee est une commune allemande du Schleswig-Holstein, située dans l'arrondissement de Stormarn (Kreis Stormarn), à onze kilomètres au sud-est de la ville d'Ahrensburg. Großensee fait partie de l'Amt Trittau qui regroupe dix communes autour de Trittau.